# Xylopteryx clathrata
Xylopteryx clathrata là một loài bướm đêm trong họ Geometridae.